# Cardellet
El cardellet, cardet, cardelina o card de moro (Scolymus hispanicus) és una planta amb flor de la família de les asteràcies. És un tipus de card menut amb flors grogues molt vistents. Floreix al juny i juliol. El cardellet és present a tot el sud-oest d'Europa, a la conca del Danubi i a la zona mediterrània. Creix a camps abandonats i també a llocs àrids i semiàrids, com erms i terrenys pedregosos.
És una planta resistent que sovint es considera una mala herba.

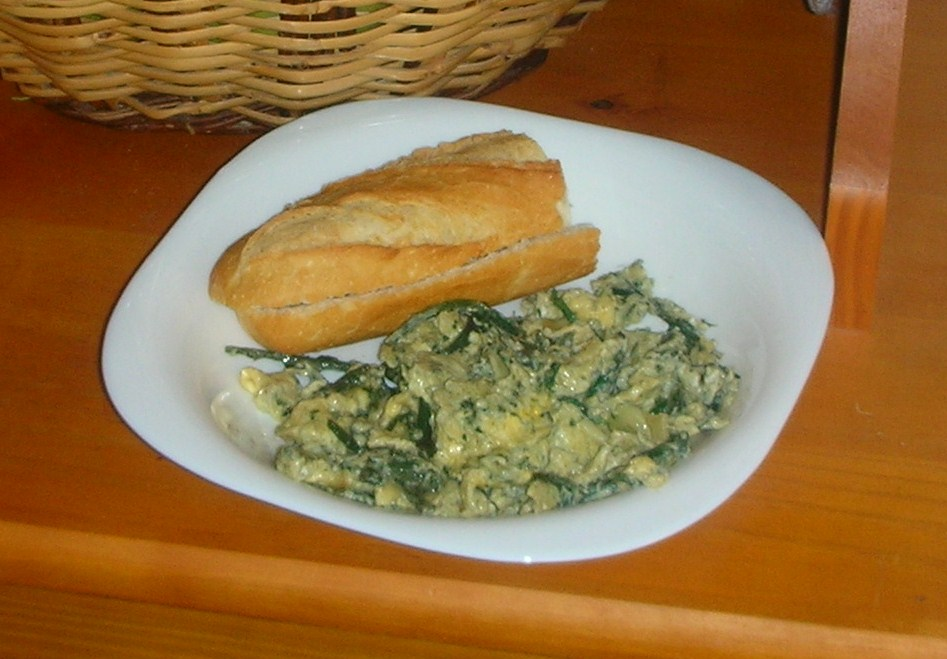
Ous remenats amb cardellets i pa

Són plantes de fulla, tija i rel comestible que contenen inulina. El seu ús culinari fou ja esmentat a l'antiga Grècia per Teofrast.
Tot i que es cultiven, o s'han cultivat, en alguns llocs, generalment els que es troben al mercat provenen de l'estat silvestre. A Andalusia els cardets són valorats com a hortalissa. De gust agradable i molt semblant a la carxofa, es fan servir tendres per a amanides i també en truites, guisats i sopes o potatges, com la "berza de cardillo".
Se'n pelen les tiges llargues per a treure'n les punxes. Es tallen a trossos de 4-5 cm i es fan bullir breument.